# Штумм
Штумм (нім. Stumm) — громада округу Швац у землі Тіроль, Австрія.
Штумм лежить на висоті 556 м над рівнем моря і займає площу 4,95 км². Громада налічує 1807 мешканців.
Густота населення 365/км².
Громада Штумм розміщена в долині річки Ціллер, на правому її березі. Крім головного селища, до неї входять ще декілька хуторів.
|                                |
| Штумм на мапі округу та землі. |

 Адреса управління громади: Dorfstraße 29, 6275 Stumm (Tirol).